# Association sportive de la Banque de l'habitat
 (août 2024).
Si vous disposez d'ouvrages ou d'articles de référence ou si vous connaissez des sites web de qualité traitant du thème abordé ici, merci de compléter l'article en donnant les références utiles à sa vérifiabilité et en les liant à la section « Notes et références ».
Maillots
Dernière mise à jour : 4 juin 2023.
L'Association sportive de la Banque de l'habitat (arabe : الجمعية الرياضية لبنك الإسكان), plus couramment abrégé en AS Banque de l'Habitat, est un club tunisien de football féminin fondé en 2005 et basé dans la ville de Tunis. Il est affilié à l'Organisation nationale culture sport et travail.

## Palmarès
- Championnat de Tunisie (4)
  - Vainqueur : 2010, 2018, 2019 et 2022[2]
  - Finaliste : 2008, 2017 et 2021
- Coupe de Tunisie (1)
  - Vainqueur : 2010
  - Finaliste : 2008, 2011 et 2013
- Coupe de la Ligue (3)
  - Vainqueur : 2014, 2019 et 2023
- Championnat féminin de l'UNAF
  - Finaliste : 2022

## Joueuses
- Yosr Touben (attaquante)
- Safia Ghazouani
- Maroua Laabidi
- Jihen Betaib
- Fatma Mlayeh
- Rahma Ben Atiaa
- Marwa Mejri